# Sigeberht II van Essex
Sigeberht II of Sigeberht de Goede was van 653 tot 660 koning van Essex.

## Context
De voornaamste bron over het leven van Sigeberht is de Historia ecclesiastica gentis Anglorum van de heilige Beda.
Sigeberht stond aan de zijde van koning Oswiu van Northumbria tijdens de Slag bij Winwaed in 655 tegen koning Penda van Mercia. Oswiu overtuigde Sigeberht zich tot het christendom te bekeren. Sigeberht liet zich dopen door de heilige Cedd. Zijn houding veranderde, hij werd een vredelievend en vergevend persoon, dit zinde zijn omgeving niet. Hij legde de waarschuwingen van de heilige Cedd naast zich neer en werd vermoord door een bloedverwant Swithhelm.